# 延清
延清（1846年—1917年），字子澄、紫丞，号小恬、梓臣、铁君，自號巴里客，晚号搁笔老人，巴哩克氏，汉姓栢氏，京口驻防蒙古镶白旗人。清朝官员，进士出身。工诗。

## 生平
于道光二十六年（1846）出生于江苏镇江。同治十二年癸酉举人，十三年甲戌（1874）进士。初任工部主事，先后任职于工部都水司、屯田司、宝源局印等，官至工部郎中；光绪三十年（1904）迁翰林院侍读学士，后任内阁侍读学士；三十四年（1908），为钦差专使往喀尔喀蒙古车臣汗部祭奠喀尔喀扎萨克多罗郡王博尔济吉特氏蕴端多尔济（父桑斋多尔济，庶母生母汉军旗吴氏，嫡母慎靖郡王允禧嫡长女县君爱新觉罗氏，祖父多尔济塞布腾，祖母怡贤亲王胤祥第四女和硕和惠公主（养父雍正帝胤禛））。宣统二年（1910），派充文职六班大臣。
任职工部期间，与诗友、正蓝旗汉军进士胡俊章成为同事。延清的诗才最早受到时任江苏学政、工部侍郎的内务府镶黄旗汉军进士宜振的重视，延清初次来京时住在宜振家中，正是在那里与宜振的学生胡俊章相识，延清与胡俊章的表兄正红旗汉军保昌 (同治進士)进士同榜。光绪元年（1875）至光绪二年（1876）间，与延松岩（内务府正白旗汉军、同治二年（1863年）癸亥恩科进士忠恪公杜氏延茂，阖家殉难于庚子国难）、内务府镶黄旗汉军崇仲蟾（楊佳氏崇光，其父进士宜振）、李钟豫（字毓如，别号了然，编写京剧剧本《龙马姻缘》又名《南安关》）等人组织“七曲诗社”，相互酬唱。据俞樾于光绪三十二年（1906）十一月初九给延清的信函，那年春季延清曾托付时就养苏州的友人胡俊章转交给俞樾自己的新作，而俞樾在阅读后欣然回赠延清自己的两卷新诗稿（该信函载《俞樾函札辑证》，2014）。俞樾又为延清所辑的《蝶仙小史汇编》作诗《子澄太史延清裒集太常仙蝶事实及各家诗词为蝶仙小史即题其后》（载俞樾《春在堂詩編》卷23）。光緒三十四年（1908），加入都门詩社“著裙吟社”。
收藏印有：錦官堂藏書印，銕君（鐵君）。曾收藏清画家张士保的《太常仙蝶图》（1865）（友正蓝旗汉军进士胡俊章，门生苏州府候补知府胡玉瀛等跋）。为画家王蔭昌的《慕槐仰梧書屋第二圖》题跋（戶部尚書閻敬銘嘱画，曾國藩題引首，题跋者还有镶白旗满洲景星 (清朝)、易順鼎、镶黄旗满洲奭良（父词人承齡）等）。
居京师东单牌楼之方巾巷，有堂曰“来蝶轩”。

## 诗集
延清一生勤奋创作，著述甚丰。有《庚子都门纪事诗》（1902；支恒榮题签，李恩绶、曹福元等序，李潤均等集评）、《奉使车臣汗纪程诗》（李恩綬序，易順鼎後敘，汪鳳藻跋）、《锦官堂诗草》、《锦官堂诗续集》、《錦官堂赋钞》（1879年刊本）、《錦官堂試帖》2卷（1885年刊本）、《錦官堂七十二候试律诗》（陆钟琦评注）、《来蝶轩诗》、《蝶仙小史汇编》、《蓬莱仙馆诗》、《丙午春正唱和诗》、《巴里客餘生詩草》（1901），辑《遗逸清音集》（收录光绪、宣统、民国年间八旗诗人诗作）、《館律分均初編》6卷（1892；状元王仁堪书首，状元陆润庠、榜眼馮煦序）等多种。
其中《錦官堂試帖》由道光十八年（1838年）戊戌科进士童華 (鄞縣人)题签，少年同窗、光緒三年（1877年）丁丑科进士支恒榮前序，好友正蓝旗汉军、光緒二年（1876年）丙子恩科进士胡俊章后序，胡俊章在序中对延清的诗作评价道：“其为诗也，魄力沈雄，格调高古，且往往于险韵中出奇制胜，同人莫不辟易”；该诗集卷上由延清的三位学生校对：胡玉瀛（正蓝旗汉军科举人、苏州府候补知府、胡俊章之子，卒于1912年）、荣麟（八旗满洲科举人、陕西候补道，1911年辛亥事变时全家殉难于陕西白水县，列入《清史稿》忠义传）、崇裕（字问泉）；延清在自序中提到，该诗集中的58首已编入胡俊章编辑的《春明诗课汇选》（光绪七年（1881）刊本）。胡俊章又与镶白旗宗室盛昱为延清的《錦官堂赋钞》（1879年刊本）作诗题，陆润庠题属，正蓝旗宗室松森（又嵩森）属签。

## 家庭
- 高祖恩可。
- 曾祖珠隆阿，领催。曾祖母金氏（父巴魯特氏永明）。
- 祖父德慶，領催。祖母王氏（父领催庫依特氏阿洪阿；胞叔協领鹿鳴）。胞兄德榮；其子連山，妻何佳氏。
- 父连元，工部主事。生母继配妻周氏（父領催泰楚特氏廣順）。嫡母卜氏（父巴魯特氏祥慧），在镇江之战 (1842年)镇江城陷时与婆母自焚殉难。
- 姑母一巴哩克氏，嫁正蓝旗蒙古、护理京口副都统默赫特氏文光（父佐领赫成額；母杭阿坦氏，其胞兄京口驻防鑲白旗蒙古、道光戊戌科進士慶雲 (道光進士)、道光丙戌科進士慶安 (道光六年進士)，曾侄孙光緒乙未科進士豐和与内务府镶黄旗汉军、嘉慶十四年（1809年）己巳恩科进士敏惪家族联姻）。姑母二巴哩克氏，嫁扎魯特氏廣林（父托穆洪武）。
- 妻文氏。其父正蓝旗蒙古、庠生墨赫特氏文林，胞叔护理京口副都统文光；胞叔癸卯科舉人、佐領文祿，其女文氏原配嫁京口駐防鑲紅旗蒙古、同治辛未進士伊普杼特氏善廣（子光緒壬辰進士桂森）；祖父佐领赫成額，祖母杭阿坦氏（胞兄京口驻防鑲白旗蒙古、道光戊戌科進士慶雲 (道光進士)，道光丙戌科進士慶安 (道光六年進士)）。
- 子彭年（字伯禾），科举人出身，光绪三十四年（1908）同知衔任江苏东台县知县，著有《春晖閣詩集》。妻鄂卓氏，其父鑲藍旗滿洲、浙江绍兴府、江西临江府知府海霈，祖父道光壬午进士吉珩（又吉達善）；祖叔父道光壬午恩科進士吉年。
- 子玉麟。
- 长女巴哩克氏杏芬（1874—1897），女诗人，著述有《京师地名考》（又名《京师地名对》，支恒荣署签，胞兄彭年、丹徒李恩绶、父延清序）2卷（光绪二十四年（1898）刻板，光绪二十六年（1900）重刊），采用诗歌和注释介绍北京街道名称、具体位置及其历史变迁等。
- 女巴哩克氏芸芬。
- 女巴哩克氏（？-1949），嫁镶白旗宗室奕元，花翎宗人府理事官、陆军贵胄学堂学员。奕元之父光绪癸未进士宗室綿文，胞叔咸豐二年(1852)壬子恩科進士宗室綿宜[4]。奕元之母姚氏（二继妻），其父內務府正白旗漢軍科举人、内务府慶豐司郎中斌椿（1866年受清總理各國事務衙門委派，带领“斌椿使团”考察欧洲11个国家，历时4个多月，著有《乘槎筆記》（同治十年[1871]刻本）），胞兄内务府主事廣英（字叔含）跟随其父斌椿游历欧洲，胞叔同治四年（1865年）乙丑科进士斌敏，祖父乾隆甲寅恩科舉人德豫，曾祖乾隆戊子科舉人姚明新，曾祖母楊瓊華著有《綠窗吟草》（其祖父正白旗汉军、雲貴總督楊應琚）；曾姑母姚氏，嫁镶黄旗满洲、浙江處州鎮總兵高益（其嫡堂兄文华殿大学士高晋，嫡堂姊高佳氏系正蓝旗汉军、光緒二年丙子（1876）恩科進士胡俊章之太高祖母）。其子宗室載燊；妻必祿氏（其祖父鑲白旗滿洲、光緒甲午科舉人善佺；祖母赫舍里氏，其胞姊赫舍里氏系肅忠親王善耆嫡福晉；姑母必祿氏分别嫁恭親王溥偉、鑲紅旗郡王銜貝勒载洵；先祖道光十三年癸巳科进士福濟）。
- 女巴哩克氏孝姑。